# Loosdrecht
Loosdrecht ist ein Dorf in der Gemeinde Wijdemeren. Es liegt in der niederländischen Provinz Nordholland. Loosdrecht besteht aus zwei Teilen: Alt (Oud)-Loosdrecht und das viel größere Neu (Nieuw)-Loosdrecht. Loosdrecht hatte im Jahre 2024 9350 Einwohner.
Es liegt nahe der Rundfunkstadt Hilversum. Loosdrecht liegt inmitten von fünf Seen oder Teichen. Diese sind im 14. Jahrhundert durch Abgrabungen entstanden. Der Ort ist für Wassersport bekannt, den viele Gäste aus Deutschland hier betreiben. Loosdrecht ist auch bekannt gewesen für seine Porzellanmanufaktur. Der Pfarrer Joannes de Mol hat dies als Arbeitsprojekt gegründet.
Bis 2003 war Loosdrecht eine selbstständige Gemeinde. 2002 wurde die Gemeinde zusammengelegt mit den Orten Nederhorst den Berg, Kortenhoef und 's-Graveland. Damit ist die neue Gemeinde Wijdemeren entstanden. Bis 2002 war Loosdrecht ein Teil der Provinz Utrecht, aber wurde durch die Zusammenlegung ein Teil von Nordholland. Lange Zeit waren Loosdrecht und seine Umgebung Eigentum der Adelsfamilie Van Amstel van Mijnden.

## Bürgermeister
- C.J. Hacke van Mijnden (1875–1890)
- Mr. H.Th. s'Jacob (1906–1909)
- Jhr. Q.J. van Swinderen (1912–1915)
- Vunderink (1955–1969)
- Mw. M.K. van Langeveld-Berckel (VVD) (1981–1997)
- J.J. Gieskens (1998–2002), letzter Bürgermeister von Loosdrecht